# Ifosfamidă
Ifosfamida (cu denumirea comercială Holoxan) este un medicament chimioterapic utilizat în tratamentul mai multor tipuri de cancere. Printre acestea se numără cancerul testicular, osteosarcomul, cancerul de vezică urinară, cancerul pulmonar cu celule mici, cancerul cervical și cancerul ovarian. Calea de administrare este intravenoasă.
Se află pe lista medicamentelor esențiale ale Organizației Mondiale a Sănătății. Din punct de vedere structural, este un derivat de azot-iperită și face parte din categoria agenților alchilanți.